# Max Hirschberg
Max Hirschberg (* 1883; † 1964) foi um advogado alemão de origem/ascendência judaica radicado nos Estados Unidos mais conhecido por sua obra sobre erros judiciais. Durante a República de Weimar, ele era conhecido por (causa de) dois processos políticos em quais atuou como "advogado de defesa".
Hirschberg estudou direito em Munique, Berlim e Leipzig e promoveu em 1910.
No começo dos anos de 1920, ele defendeu Felix Fechenbach, secretário do assassinado "primeiro-ministro da Baviera" Kurt Eisner. Fechenbach foi condenado em 1922 por causa de "divulgação de documentos" sobre a culpa de guerra do Reich alemão, e foi condenado a/por onze anos de prisão. Após dois anos de processo/julgamento perante o Tribunal Popular de/em Munique, ele foi "perdoado" e libertado em 1924 pelo "governo do estado" da Baviera, liberado principalmente graças à campanha nacional de pressão da opinião pública promovida por Hirschberg. 
No chamado processo de "Dolchstoß", Hirschberg defendeu, em 1925, Martin Gruber, o editor do jornal socialista "Münchner Post". Gruber era acusado, no contexto de pós-primeira guerra mundial por "revisionismo histórico".
Como adversário de Adolf Hitler, Hirschberg foi preso em março de 1933 durante mais de cinco meses. Em 1934, ele conseguiu fugir para Milão e trabalhou lá com um advogado italiano. Em março de 1939, emigrou para Nova Iorque.
Hirschberg deu origem a uma "genealogia das causas de erros judiciários"; ele destacou o princípio de in dubio pro reo ressaltando que "a causa mais comum de erro judicial é a não distinção que deve ser feita pelo Juiz entre verossimilhança e certeza".